# Kurt Poletti
Kurt Poletti (ur. 23 kwietnia 1960 w Zug) – szwajcarski bobsleista, dwukrotny medalista mistrzostw świata.

## Kariera
Pierwszy sukces w karierze osiągnął w 1981 roku, kiedy wspólnie z Hansem Hiltebrandem, Franzem Weinbergerem i Franzem Iseneggerem zdobył srebrny medal w czwórkach podczas mistrzostw świata w Cortinie d'Ampezzo. W tej samej konkurencji reprezentacja Szwajcarii w składzie Ekkehard Fasser, Hans Märchy, Kurt Poletti i Rolf Strittmatter zdobyła złoty medal na rozgrywanych w 1983 roku mistrzostwach świata w Lake Placid. W 1984 roku na wystartował na igrzyskach olimpijskich w Sarajewie, zajmując czwarte miejsce w czwórkach. Jego osada przegrała tam walkę o medal z pierwszą ekipą Szwajcarii o 1,51 sekundy. Był to jego jedyny start olimpijski.